# ۸۴۸ (قمری)
۸۴۸ (قمری)، هشتصد و چهل و هشتمین سال در گاهشماری هجری قمری است. اول محرم این سال برابر با بیست و نهم آوریل سال ۱۴۴۴ میلادی است.